# Bridge de compétition

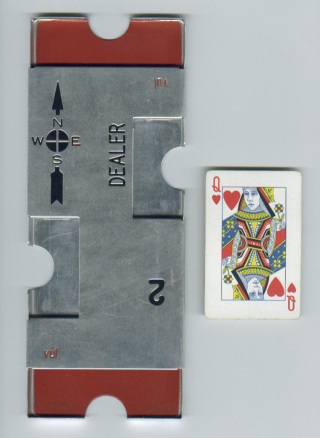
Étui pour le bridge duplicate.

Le bridge de compétition ou bridge en duplicate est une version du bridge encadré par des règles précises et pratiqué en compétition par plus de 100 000 personnes en France. Ses règles sont définies par la Fédération mondiale de bridge.

## Principaux avantages
Comparé au bridge en partie libre, le bridge de compétition présente les avantages suivants :
- Il incite les joueurs à jouer sérieusement
- Il permet à des joueurs ne se connaissant pas de jouer entre eux.
- Il permet selon les compétitions à des joueurs de niveaux similaires de jouer entre eux ou, au contraire, à des compétiteurs débutants de croiser le fer avec des joueurs expérimentés.
- Il permet (le plus souvent) un arbitrage par un arbitre neutre et expérimenté des irrégularités constatées à la table.
- Il permet l'établissement d'un classement équitable entre les joueurs où la part de hasard est réduite autant que possible.
- Il permet aux joueurs de jouer avec un corpus unique de règles sans qu'il soit nécessaire de décliner celles-ci avant de commencer à jouer[2].
- Il permet aux compétiteurs de bénéficier du matériel et des services mis à disposition par l'organisateur. (Cartes, étuis, écrans, feuille de match...)

## Lois du bridge de compétition
Les lois du bridge de compétition sont un corpus de règles officielles définies par la Fédération mondiale de bridge et traduites en français par la Fédération française de bridge sous le titre Lois du Bridge de Compétition 2007. Elles sont complémentées par les règlements de compétition des organismes responsables des compétitions (C'est-à-dire en pratique les différentes fédérations nationales). 

## Pratiques de compétition
Il n'est, d'une manière générale, pas nécessaire de connaître les lois du bridge de compétition afin de pouvoir jouer en compétition. Il est cependant utile de comprendre certaines dispositions et principes afin d'éviter tout comportement qui serait contraire à l'éthique ou prêterait à confusion concernant le respect de l'éthique ainsi que limiter le risque de commettre une erreur pouvant rendre caduque la marque d'une donne ou le résultat global d'une compétition.  
Dans la grande majorité des compétitions, les annonces se font à l'aide de boitiers d'enchères et personne ne doit donc parler pendant les enchères.
Si la partie se joue sans écrans, il convient d'alerter lorsque le partenaire a fait une déclaration pouvant nécessiter des explications. Ce qu'il convient précisément d'alerter est défini par chaque fédération. Si, et seulement si, la partie se joue avec écrans, il convient d'alerter aussi ses propres annonces pouvant nécessiter des explications.
Le tournoi est censé suivre un certain rythme, l'organisateur du tournoi est libre de choisir ce rythme et de déterminer ce qu'il convient de faire si celui-ci n'est pas respecté. En général, les joueurs disposent de 7 à 8 minutes par donne (au total de la table, ce n'est pas un temps de réflexion personnel). Si une table est très lente, l'organisateur peut empêcher certaines tables de jouer certaines donnes et attribuer des scores forfaitaires selon qui lui semble responsable de la lenteur observée.
Chaque joueur peut attirer l'attention de la table sur une irrégularité et/ou appeler l'arbitre (the director) à n'importe quel moment s'il considère une action douteuse lors des enchères ou du jeu de la carte. Le mort ne peut plus attirer l'attention sur une irrégularité s'il a vu les cartes d'un des autres joueurs.
Les propos agressifs ou grossiers sont proscrits, tant envers son partenaire qu'envers les adversaires).
Toutes les informations communiquées au partenaire doivent l'être dans le respect des règles du bridge, c'est-à-dire, pour faire bref, qu'elles doivent tenir dans l'énoncé des déclarations faites, le système joué, le choix des cartes jouées et les agréments de la paire (c'est dire les conventions et les ententes implicites issues de l'habitude que vous avez de jouer avec votre partenaire).
Toute information concernant la main de votre partenaire qui vous vient par un autre biais est illicite, doit être ignorée et peut dans certains cas vous contraindre dans vos propres déclarations. Naturellement, émettre volontairement des informations illicites est interdit et relève du cadre disciplinaire (tricherie).
Exemple: si votre partenaire marque un tempo inhabituellement long avant de passer à son premier tour de parole, il vous est interdit d'ouvrir à moins d'avoir une ouverture évidente; ceci parce qu'il est communément compris que l'hésitation du partenaire implique que sa main n'est pas tout à fait nulle et une ouverture un peu 'tangente' de votre part a donc plus de chance d'aboutir à un résultat correct que d'habitude. D'une manière générale, entre plusieurs actions raisonnables, vous êtes censé faire celle qui n'a pas été confortée par l'information illicite que vous avez reçue de votre partenaire. Ceci ne doit absolument pas être vu comme la correction d'une 'triche' mais simplement comme la bonne marche à suivre lorsque vous obtenez involontairement une information illicite afin, précisément, que nul ne puisse penser que vous avez essayé de tricher.
Il est généralement permis de chercher à tromper l'adversaire via des annonces ou un jeu de la carte qui, tout en respectant les règles du bridge, ne respecterait pas les agréments de la paire. Certaines compétitions, en particulier celles destinées aux débutants ou aux joueurs occasionnels, interdisent cependant l'utilisation d'annonce psychiques. Il est interdit d’essayer de tromper un adversaire au moyen de remarques ou de gestes, par hâte ou hésitation en déclarant ou en jouant (par exemple en hésitant avant de fournir un singleton).
En cas de doute, appelez l'arbitre, il est là pour ça.

## Matériel de compétition

### Étuis
{...}

### Boitiers d'enchères ('Bidding Boxes')
{...}

### Écrans
{...}

## Formules de classement
{...}

## Bridge en duplicate
Le Bridge en duplicate est la forme la plus évoluée lors des compétitions.
Les cartes ne sont pas distribuées à chaque joueur mais sont déjà prédéfinies. Le donneur est donc factice. 
Chaque joueur reçoit une "main" et procède au jeu normalement. À l'issue de la partie, ces mêmes "mains" seront données à d'autres joueurs, à d'autres tables. Ainsi, réaliser un contrat en faisant un pli supplémentaire peut ne pas être un bon résultat si tous les autres joueurs, avec les mêmes jeux, ont réalisé deux plis supplémentaires.
L'optique est de minimiser au maximum les chances de gagner via des bonnes distributions, comme au Rubber Bridge